# Vignir Vatnar Stefánsson
Pour les articles homonymes, voir Stefansson.
Vignir Vatnar Stefánsson est un joueur d'échecs islandais né le 7 février 2003, grand maître international et champion d'Islande en 2023.
Au 1er novembre 2023, il est le 3e joueur islandais, avec un classement Elo de 2 483 points.

## Biographie et carrière
Grand maître international depuis juillet 2023, Vignir Vatnar Stefansson a remporté :
- l'open d'Uppsala en novembre 2021 (avec 7 points sur 9)[2] ;
- l'open de Dublin en janvier 2022 (avec 7,5 points sur 9)[3] ;
- le tournoi d'Aranđelovac en Serbie en février 2022 (tournoi fermé ASK)[4] et en mars 2023 (open)[5].

Il remporte le championnat d'Islande d'échecs en mai 2023,.
Il finit 1er-4e le l'open de Leça au Portugal en août 2023.